# Senhor de Sican
O Senhor de Sicán (Señor de Sicán) é um personagem mítico da Cultura Lambayeque ou Sicán cujo túmulo intacto foi descoberto em 1991 na Huaca del Oro, no sítio arqueológico de Batán Grande, na costa norte do Peru. Data entre os séculos XI e XII da era cristã.

## Descoberta
Batán Grande foi um complexo arqueológico localizado a 41 km ao norte de Chiclayo, composto por vestígios de várias pirâmides de adobe e outras estruturas correlatas. É uma região intensamente devastada por saqueadores, devido à grande quantidade de objetos de ouro e prata que existiam nos túmulos. Em 1978, um projeto arqueológico foi iniciado lá, cujo diretor foi o arqueólogo nipo-americano Izumi Shimada, e seu codiretor foi o peruano Carlos Elera.
Entre outubro de 1991 e março de 1992, Shimada desenterrou do lado norte da Huaca del Oro o túmulo de um dignitário de alta patente em Lambayeque, acompanhado de um impressionante lote de artigos de ourivesaria.
Da mesma forma que o tumulo do Senhor de Sipán da Cultura Moche (descoberto em 1987 por Walter Alva em Huaca Rajada ou Sípan, também no departamento de Lambayeque), Shimada batizou o personagem com o nome Senhor do Sicán, já que Sicán era o nome original da área na idioma muchik, cujo significado é casa da lua.

## Descrição
Os restos do Senhor do Sicán foram encontrados no chamado Túmulo Oriental, um poço vertical de formato quadrado, 3 m de cada lado, que atinge 12,5 m de profundidade. O personagem enterrado era um homem de 40 a 45 anos de idade, 1,60 m de altura. Ao seu lado jaziam os restos de duas jovens (cerca de 20 anos) e duas meninas, presumivelmente sacrificadas para acompanhá-las na vida após a morte.
O corpo do Senhor de Sicán estava coberto de cinábrio (sulfeto de mercúrio) e mostrava uma posição estranha: sentado, mas na posição invertida, isto é, com as pernas para cima e a cabeça para baixo. Ele estava vestido com uma máscara de ouro, protetores de ouvido e brincos compridos. O túmulo também continha bonita peças de cerâmica e abundantes objetos de ouro, prata e bronze, uma liteira desmontada, assim como colares de pedras semipreciosas e diferentes tipos de conchas tropicais originários das costas equatoriais.
Como resultado do Projeto Arqueológico Sican, o Museu Nacional de Sicán, que abriga peças desta cultura, foi erguido em Ferreñafe.